# Kuromatsunai
Kuromatsunai (黒松内町?) è una cittadina giapponese della prefettura di Hokkaidō.